# William Hastings, I barone Hastings
William Hastings, I barone Hastings (1431 circa – Torre di Londra, 13 giugno 1483), nobile inglese fu uno dei seguaci della Casa di York e, all'interno della corte, divenne uno degli uomini più fidati di Edoardo IV d'Inghilterra che servì come Lord Ciambellano. Venne giustiziato per volere del fratello di Edoardo, Riccardo III d'Inghilterra.

## Biografia

### Origini famigliari
William Hastings nacque intorno al 1431 da Leonard Hastings (1396circa-20 ottobre 1455) ed Alice Camoys, figlia di Thomas Camoys, I barone Camoys(1351circa-28 marzo 1421), un nobile che aveva combattuto alla Battaglia di Agincourt.
Leonard, la cui famiglia proveniva dallo Yorkshire, aveva avuto altri figli dalla moglie, Richard Hastings, barone di Welles, Ralph Hastings, Elizabeth Hastings, bisnonna di Elizabeth Trussell, Anne e Joan, entrambe maritate a cavalieri.

### Sostegno alla casa di York
Alla morte del padre William gli succedette al servizio che la famiglia prestava alla Casa di York e fu attraverso questo costante servizio che entrò in contatto con il giovane Edoardo di York, un suo lontano cugino, che servì lealmente per tutta la vita. Nel 1455, alla morte del padre, William venne nominato High Sheriff del Warwickshire e del Leicestershire.
Il 2 febbraio 1461 William combatté accanto ad Edoardo nella Battaglia di Mortimer's Cross e fu al suo fianco quando venne proclamato Edoardo IV d'Inghilterra il seguente 4 marzo, così come fu con lui alla Battaglia di Towton che, circa tre settimane dopo, servì ad assicurare il regno al giovane yorkista.

### Ascesa politica

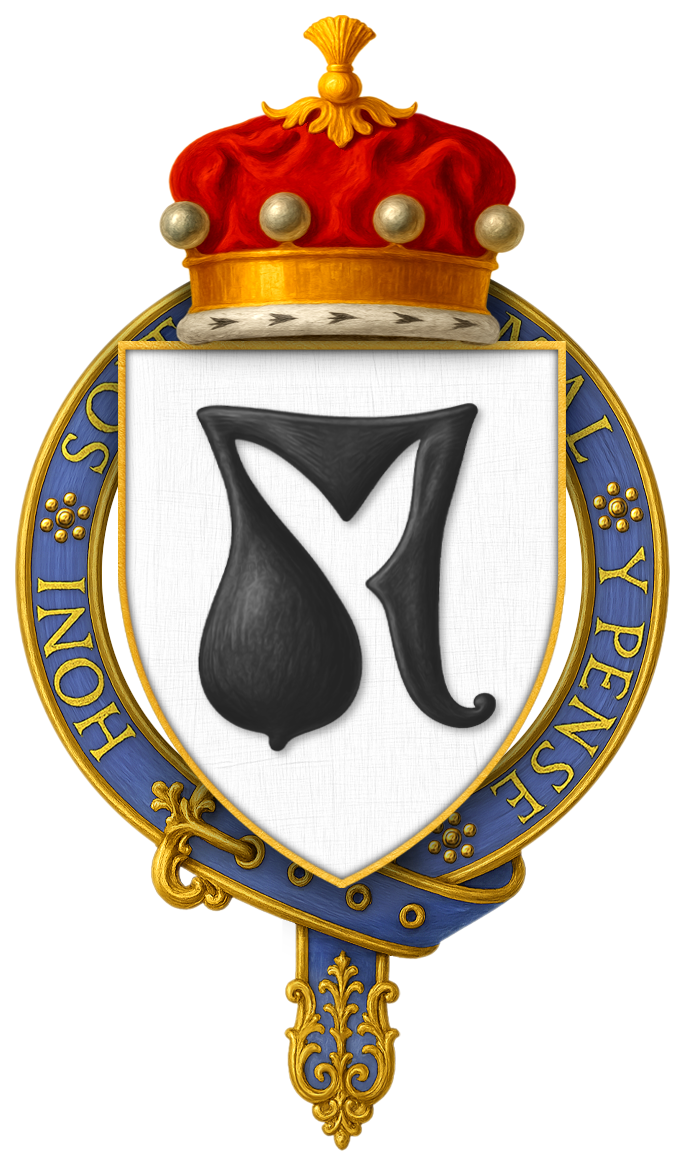
Stemma di Sir William Hastings, I Barone di Hastings

L'ascesa al trono di Edoardo portò grossi incarichi anche a William che, fra le altre cose, Maestro della Zecca e Lord Ciambellano, ufficio questo che detenne per tutto il regno di Edoardo e che lo fece divenire una delle figure chiave della corte. Sempre nel 1461 William venne creato Barone di Hastings, titolo che venne rafforzato dalla concessione di rendite ed incarichi soprattutto nel Leicestershire e nel Northamptonshire. Nel 1462 William fu insignito dell'Ordine della Giarrettiera e nel 1474 gli venne data la possibilità di fortificare le sue proprietà, cosa che egli fece al Castello di Ashby de la Zouch e nei villaggi di Kirby e Bagworth, tutti nel Leicestershire. Le costruzioni più ingent avvennero ad Ashby dove vennero fatte aggiunte alla già preesistente magione fondata dalla famiglia de la Zouch nel XIII secolo, lì la costruzione più imponente fu la cosiddetta Hastings Tower. A Kirby diede vita ad una complicata e fortificata casa in mattoni rossi, una delle prime di questo tipo a venir costruite in Inghilterra. Sia il castello di Ashby che quello di Kirby sono ancora oggi, almeno in parte esistenti, mentre niente rimane di quel che possa aver costruito a Bagworth.
L'importanza che William acquisì è dimostrata non solo dal numero di documenti in cui appare, ma anche dal fatto che Richard Neville, XVI conte di Warwick, forse il più importante nobile del paese, gli diede in moglie la propria sorella Katherine Neville. Katherine era la vedova di William Bonville, VI barone Harington (1442-30 dicembre 1460) uno yorkista che venne ucciso a seguito della disfatta subita alla Battaglia di Wakefield. Da quelle nozze Katherine aveva avuto una figlia, Cecily Bonville, VII baronessa di Harington.

### Esilio e ritorno a corte
A dispetto dei legami matrimoniali che legavano William ai Neville quando Warwick spedì in esilio Edoardo nel 1470, a seguito del voltafaccia del conte a favore dei Lancaster, William seguì il re oltremare e tornò con lui la primavera seguente per aiutarlo a riprendersi il trono su cui era stato reinsediato Enrico VI d'Inghilterra. William raccolse uomini per il re nelle Midlands e fu con lui alla Battaglia di Barnet e alla Battaglia di Tewksbury.
La sua imperitura lealtà e la caduta dei suoi parenti Neville portò William ad essere l'uomo più importante della corte nella seconda metà del regno di Edoardo che, oltre agli incarichi che già aveva, gli conferì anche quello di Luogotenente di Calais. Questo gli diede una certa rilevanza nel trattare gli affari che avevano a che fare con l'estero e anche la sua libertà di movimento nelle Midlands aumentò considerevolmente. A corte William ebbe degli screzi con alcuni parenti della regina Elisabetta Woodville e quello più lungo e rilevante fu quello che lo legò al suo figlio maggiore Thomas Grey, I marchese di Dorset.

### Ruolo dopo la morte di Edoardo IV
Dopo la morte di Edoardo avvenuta nell'aprile 1483 William tentò di controllare i tentativi della regina vedova di accentrare il potere politico nelle mani della propria famiglia, nominando i propri parenti in centri chiave del potere, e affrettando l'incoronazione del suo giovane figlio Edoardo V d'Inghilterra, ingannando quindi Riccardo, duca di Gloucester, fratello del defunto re che era stato da lui nominato Lord Protettore. William, mentre teneva d'occhio le azioni dei Woodville a Londra, informò Riccardo di quanto stava avvenendo e gli chiese di affrettarsi verso la capitale. Riccardo quindi intercettò il giovane nipote, anch'egli in viaggio con i parenti materni, e William fu fra coloro che supportarono la sua installazione quale Lord Protettore collaborando con lui nel consiglio reale.

### Morte

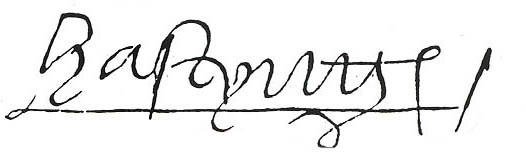
Firma di Lord William Hastings

Le cose cambiarono drammaticamente il 13 giugno 1483 durante un consiglio che si tenne alla Torre di Londra, Riccardo, supportato da Henry Stafford, II duca di Buckingham, accusò William ed altri membri del consiglio di aver cospirato contro di lui. Mentre gli altri presunti cospiratori vennero imprigionati William venne giustiziato nel cortile quel giorno stesso.
L'esecuzione di William, un uomo popolare, fu un fatto controverso già per i suoi contemporanei e viene differentemente interpretato dagli storici, una visione di tipo più tradizionale, che sposa quella già in voga nel periodo Tudor, vuole che William sia stato la vittima di un complotto ordito per rimuovere la sua persona ritenuta un ostacolo troppo ingombrante sulla strada di Riccardo verso il trono. Altri credono che invece un complotto ci potesse essere stato davvero e che Riccardo abbia semplicemente reagito per assicurare la propria posizione, altri ancora pensano che la cospirazione fu dovuta, se mai, alla presa che Riccardo voleva esercitare sulla corona.
Riccardo III d'Inghilterra, comunque, non si accanì contro la famiglia di William, permise a suo figlio di ereditare titoli e terre e lo stesso William venne sepolto accanto a Edoardo nella Saint George's Chapel.
William è uno dei personaggi della tragedia Riccardo III di William Shakespeare.

## Matrimonio e figli
Prima del 4 febbraio 1462 William sposò Katherine Neville, i due ebbero:
- Edward Hastings, II barone Hastings (26 novembre 1466-8 novembre 1506)
- William Hastings
- Richard Hastings
- George Hastings
- Anne Hastings
- Elizabeth Hastings